# Ajdna
L'Ajdna est une montagne située sur le territoire de la commune de Žirovnica dans la région de la Haute-Carniole au nord de la Slovénie.

## Géographie
L’Ajdna est située au nord de la Slovénie non loin de l’Autriche sur le territoire de la commune slovène de Žirovnica. Elle domine la haute vallée de la rivière Save. Son sommet qui culmine à 1 046 mètres d’altitude appartient au massif des Karavanken. La montagne est en fait localisée au pied du Veliki Stol qui culmine à 2 237 mètres.

## Histoire
Des archéologues ont découvert près du sommet des vestiges prouvant que le lieu est habité depuis la fin de l’Antiquité. Les fouilles archéologiques débutèrent en 1976. La plupart des découvertes remontent à la fin de l’Empire romain (vers l’an 476). Il semblerait que les habitants de la vallée se seraient mis à l’abri dans ce lieu élevé lorsque de nombreuses populations d’origines germaniques et slaves commencèrent à migrer dans la région. Grâce à sa position qui domine la vallée de la rivière Save, le lieu pouvait être plus facilement défendu. D’autres lieux similaires ont été découverts dans cette région mais celui de l’Ajdna est le plus élevé de tous.
Les ruines découvertes se composent entre autres de vingt-cinq bâtiments dont un temple datant du début du christianisme. Dans un bâtiment, onze tombes contenant des armes et des bijoux furent découvertes avant d’être exposées dans un musée de la ville proche de Kranj. Les ruines des bâtiments religieux ont été recouvertes par des toitures de protection et sont accessibles au public.
Le lieu a été déclaré monument archéologique d’importance nationale par le gouvernement slovène.